# Aphanomyces astaci
Aphanomyces astaci és una espècie d'oomicet patogen que provoca una infecció letal en els crancs de riu europeus. A Nord-amèrica, el lloc d'origen d'aquest eucariota, rarament causa mortalitat. Tot i que la malaltia ha estat present a Europa des de fa 150 anys, encara no s'ha observat l'aparició de crancs resistents contra aquesta espècie invasora, que figura a la llista dels 100 espècies invasores més dolentes d'Europa.
Com que els crancs de riu americans són els portadors de A. astaci, una mesura per evitar la propagació de la malaltia és no introduir aquesta espècie a nous trams de riu. Alguns llocs, com l'Aragó, intenten evitar-ho prohibint la venda de crancs americans vius. Com que algunes espècies, incloent-hi els crancs de riu americans, resisteixen un cert temps a fora de l'aigua, també es recomana matar-los en el moment de pescar-los per evitar que s'escapin a altres masses d'aigua on encara no hagi arribat la malaltia. Als trams de riu on es puguin pescar crancs com el cranc de riu americà o el cranc senyal també es recomana desinfectar tots els utensilis de pesca per evitar la propagació de l'afanomicosi. Una mesura que ha demostrat ser eficaç per evitar l'avenç de poblacions de crancs al·lòctons a nous trams de riu és la construcció de dics de contenció.